# Cecilie Christine Schøller
Cecilie Christine Schøller, født Sidsel Kirstine Frølich (16. marts 1720 på Teje ved Tønsberg – 19. april 1786 i København) var en dansk-norsk adelsdame, gehejmerådinde og forretningskvinde. Hun er bl.a. kendt for at have opført Stiftsgården i Trondheim.

## Liv
Hun blev født i Teie ved Tønsberg, som hendes far ejede fra 1720-1741, som datter af generalløjtnant Johan Frederik Frølich og dennes hustru Hilleborg von Wettberg, der havde mange aner i den danske højadel. Faderen havde desuden aner i Preussen og moderen var af dansk og tysk oprindelse. Cecilie (egentligt Sidsel) var opkaldt efter sin mormor Sidsel Grubbe, der var barnebarn af Claus Daa til Ravnstrup, som var i rigsrådet, rigsadmiral og lensherre i Trondheim. I 1740 flyttede familien til Trondheim da Johan Frederik Frølich blev general i Nordenfjells-området.
1. februar 1742 ægtede hun etatsråd og kammerherre Stig Tonsberg Schøller, der tidligere havde været gift med søsteren til den rige norske købmand Thomas Angell. En del af Angell's formue havnede således hos Schøller-familien. Sammen med Stig Tønsberg Schøller fik hun datteren Elisabeth, som giftede sig med Georg Frederik von Krogh, men døde kun tre år senere. Hun efterlod sig en søn, Stie Tønsberg Schøller von Krogh, der blev enearving, og som senere arvede Stiftsgården ved Cecilie's død.
Stig Tønsberg Schøller blev senere amtmand i Trondheim og fra 1766 også medlem af Det Kongelige Norske Videnskabers Selskab.
Da Cecilie blev enke i 1769 fik hun en stor arv udbetalt efter manden og fortsatte hans forretninger efter hans død, hvoraf hans savmølle er den mest notable. Hun arvede sine forældres hus i 1771 og købte flere af naboejendommene. I perioden 1774–1778 byggede hun Stiftsgården i hjertet af Trondheim, som er det største palæ i træ, der findes i Norden. Bygningen er udført i rokokostil med over 100 rum, og prisen på byggeriet er blevet estimeret til fem tønder guld. I 1800 blev det solgt til staten og i 1816 blev det brugt i forbindelse med kroningen af Karl 14., og siden 1906 har det været det officielle residens for den norske kongefamilie, når de besøger byen. Hun finansierede også Det Kongelige Norske Videnskabers Selskab og blev regnet for en vigtig repræsentant for den kulturelle guldalder i Trondheim i 1700-tallet.
Fra 1783 boede hun permanent i København, og i 1786 døde hun i sit bypalæ der.
Hun fik 1769 ordenen l'union parfaite og 1777 rang med gehejmerådinder. Dette var den højeste titel givet til en ikke-adelskvinde fra Norge, og første gang, at titlen blev givet til en kvinde i hendes egen ret.